# Ambrières-les-Vallées
Pour les articles homonymes, voir Ambrières.
Ambrières-les-Vallées est une commune française, située dans le département de la Mayenne en région Pays de la Loire.
Elle est une ville-porte du parc naturel régional Normandie-Maine et doit son nom à sa position à proximité du confluent de la Varenne, de la Mayenne et de la Colmont, rivières entre lesquelles elle s'est peu à peu développée

## Géographie

### Localisation

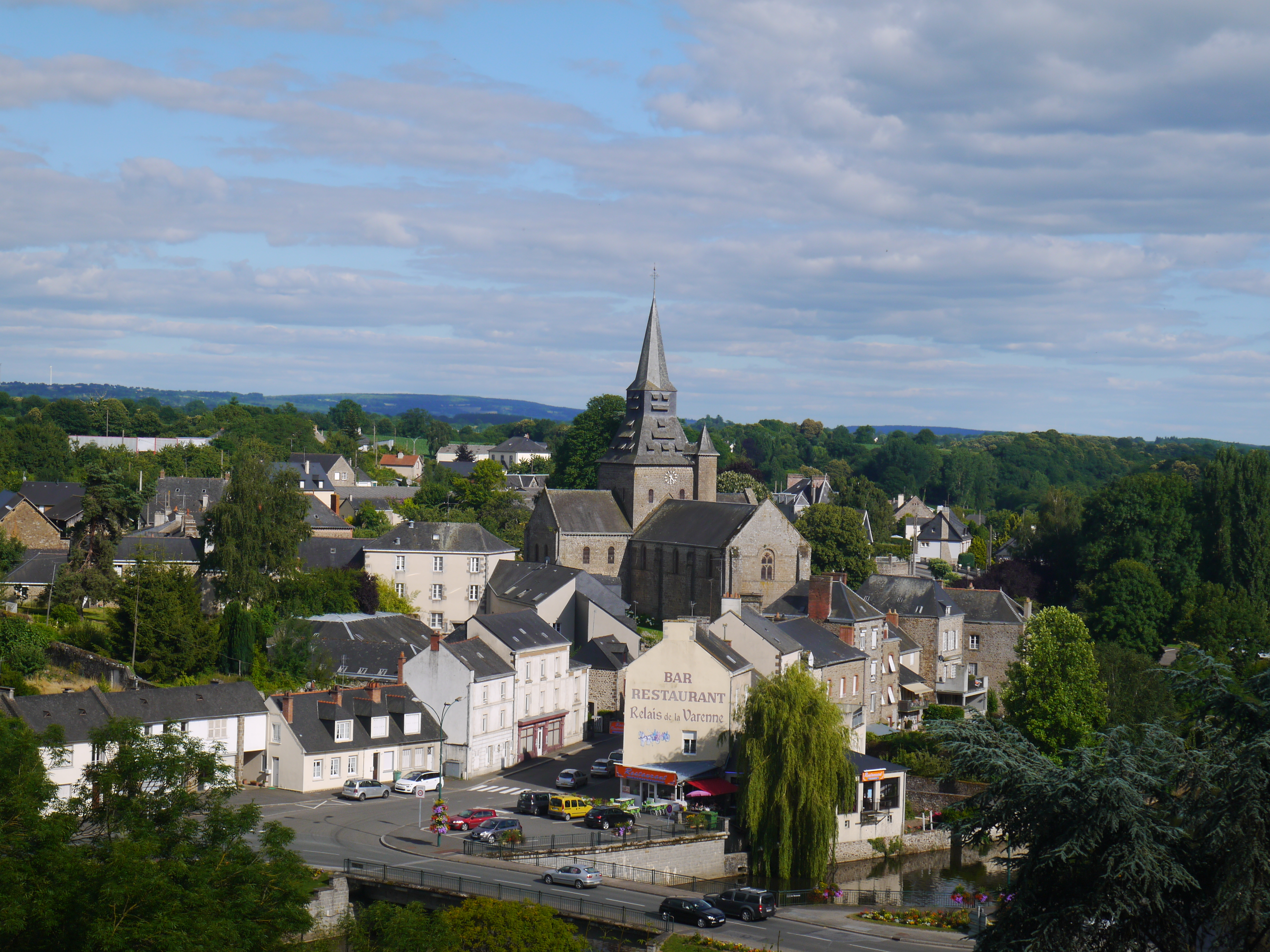
Vue du bourg et de l'église Notre-Dame depuis la mairie.

File:Ambrières-les-Vallées 53 vue générale.jpg|
La commune fait partie de la province historique du Maine, et se situe dans le Bas-Maine dans le pays de Passais.
Cet ancien chef-lieu de canton est situé à 115 m d'altitude, à 42 km de Laval et 11 km de Mayenne. 
Elle est une ville-porte du parc naturel régional Normandie-Maine et une Station verte.
Le bourg se trouve dans l'aire d'attraction de Mayenne ainsi que dans sa zone d'emploi. Elle est la ville-centre de son unité urbaine et de son bassin de vie.

### Communes limitrophes
Les communes limitrophes sont Chantrigné, Couesmes-Vaucé, La Haie-Traversaine, Lassay-les-Châteaux, Oisseau, Le Pas, Saint-Loup-du-Gast, Ceaucé et Juvigny Val d'Andaine.
| Couesmes-Vaucé | Ceaucé (Orne)         | Juvigny Val d'Andaine (Orne)    |
| Le Pas         | Ambrières-les-Vallées | Lassay-les-Châteaux, Chantrigné |
| Oisseau        | La Haie-Traversaine   | Saint-Loup-du-Gast              |

### Géologie et relief
La superficie de la commune est de 38,78 km2 ; son altitude varie de 95  à   162 mètres. 

### Hydrographie

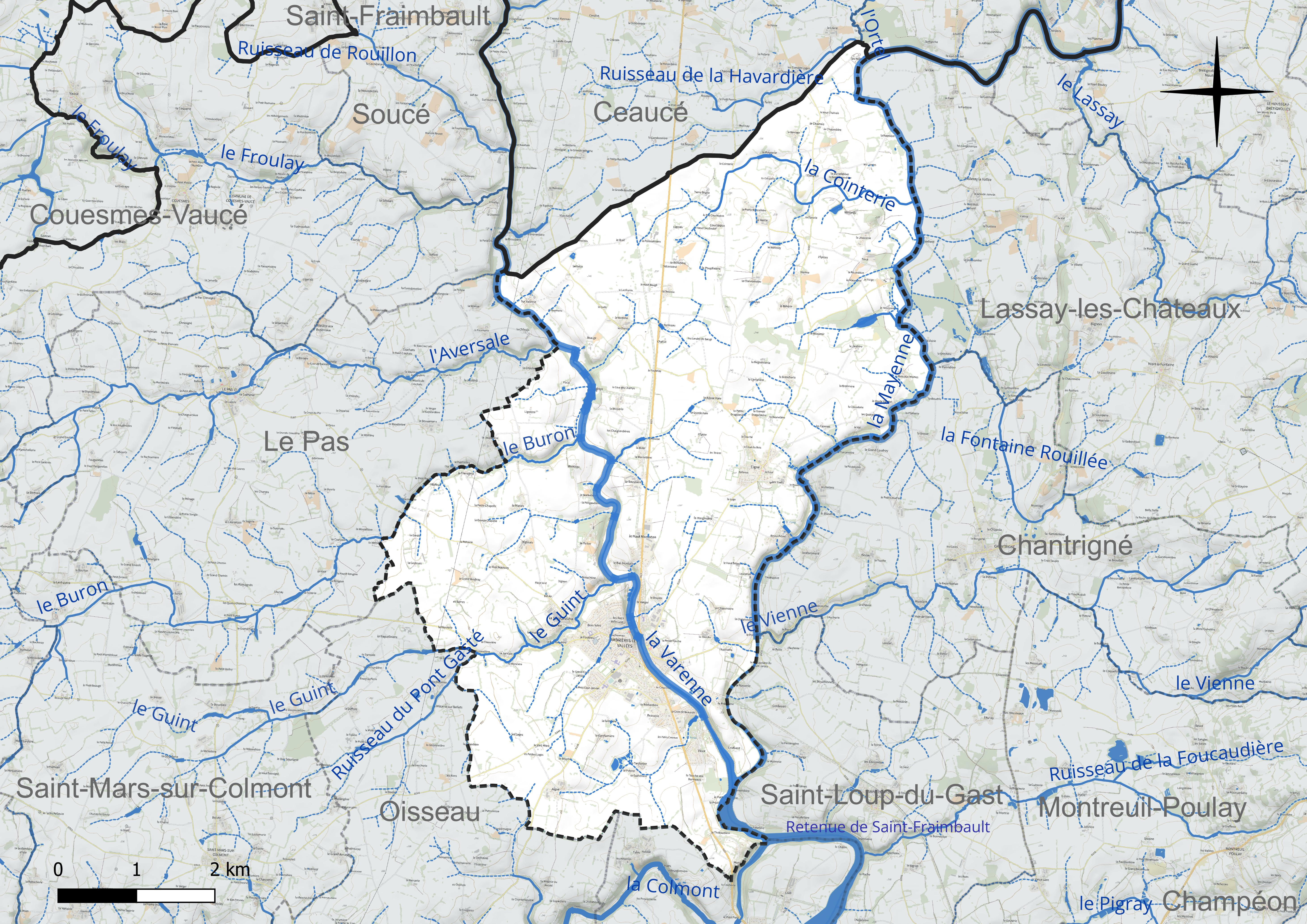
Carte hydrographique de la commune.

Le territoire communal est limité à l'ouest par le lit de la  Mayenne, un affluent constitutif de la Maine, donc un sous-affluent de la Loire, ou un affluent direct de la Loire si l'on considère que la Maine et la Mayenne ne font qu'un, comme le traduit la proximité de leur nom et le fait que le mot Maine soit employé en amont de son confluent avec la Sarthe.
La  Varenne, qui draine le centre de la commune et y est grossi des eaux du Guint et du Buron, y conflue, ainsi que la Colmont.

### Climat
Pour des articles plus généraux, voir Climat des Pays de la Loire et Climat de la Mayenne.
En 2010, le climat de la commune est de type climat océanique franc, selon une étude du CNRS s'appuyant sur une série de données couvrant la période 1971-2000. En 2020, Météo-France publie une typologie des climats de la France métropolitaine dans laquelle la commune est exposée à un climat océanique et est dans la région climatique Moyenne vallée de la Loire, caractérisée par une bonne insolation (1 850 h/an) et un été peu pluvieux.
Pour la période 1971-2000, la température annuelle moyenne est de 10,8 °C, avec une amplitude thermique annuelle de 13,3 °C. Le cumul annuel moyen de précipitations est de 851 mm, avec 13 jours de précipitations en janvier et 7,4 jours en juillet. Pour la période 1991-2020, la température moyenne annuelle observée sur la station météorologique de Météo-France la plus proche, sur la commune de Mayenne à 11 km à vol d'oiseau, est de 11,7 °C et le cumul annuel moyen de précipitations est de 849,9 mm,. Pour l'avenir, les paramètres climatiques de la commune estimés pour 2050 selon différents scénarios d'émission de gaz à effet de serre sont consultables sur un site dédié publié par Météo-France en novembre 2022.

### Milieux naturels et biodiversité
Le bourg est une ville-porte du parc naturel régional Normandie-Maine, reconnu géoparc mondial par l'Unesco le 5 septembre 2023, labellisation qui sera officialisé en avril 2024,.

## Urbanisme

### Typologie
Au 1er janvier 2024, Ambrières-les-Vallées est catégorisée bourg rural, selon la nouvelle grille communale de densité à sept niveaux définie par l'Insee en 2022.
Elle appartient à l'unité urbaine d'Ambrières-les-Vallées, une unité urbaine monocommunale constituant une ville isolée,. 
Par ailleurs la commune fait partie de l'aire d'attraction de Mayenne, dont elle est une commune de la couronne,. Cette aire, qui regroupe 27 communes, est catégorisée dans les aires de moins de 50 000 habitants,.

### Occupation des sols

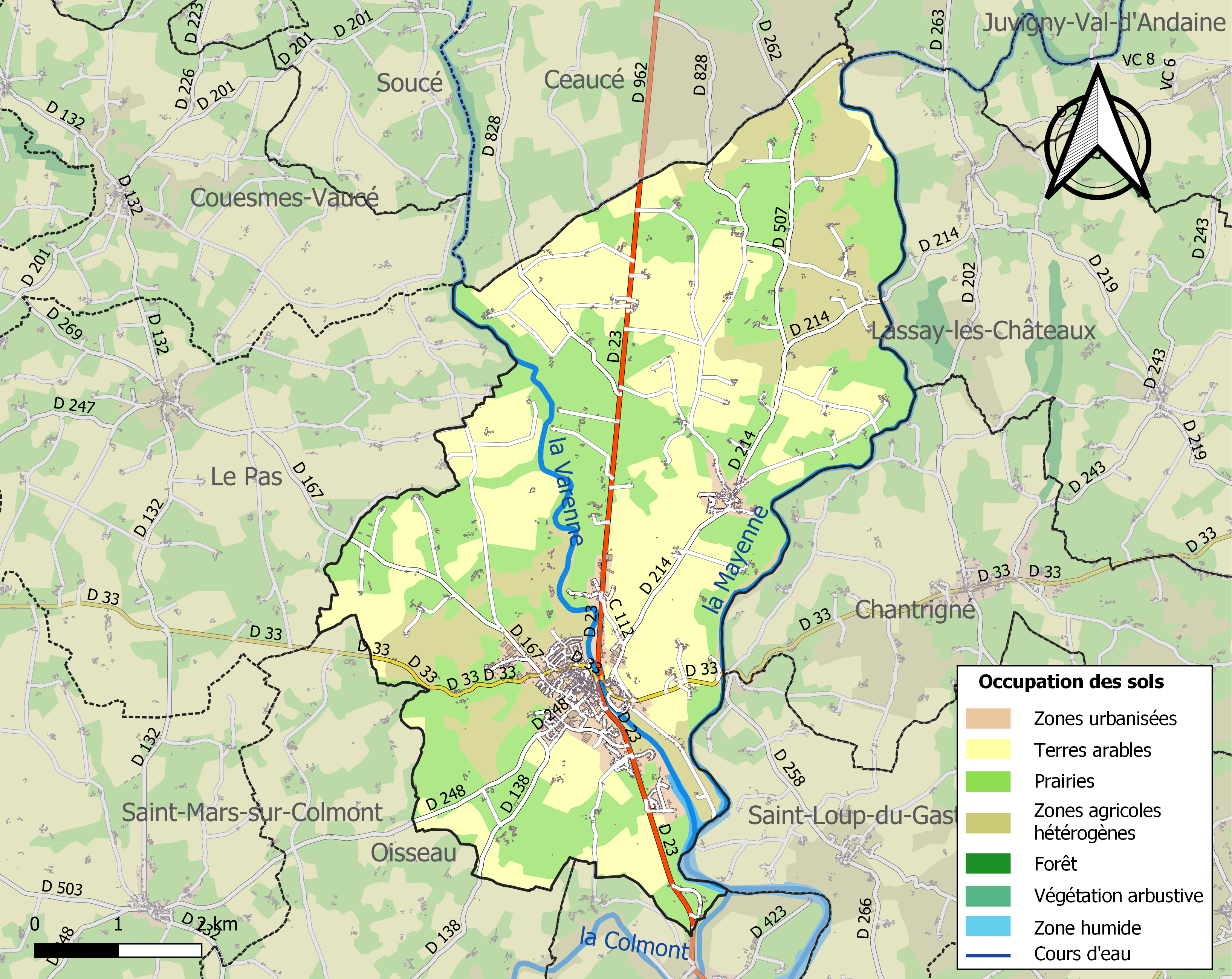
Carte des infrastructures et de l'occupation des sols de la commune en 2018 (CLC).

L'occupation des sols de la commune, telle qu'elle ressort de la base de données européenne d’occupation biophysique des sols Corine Land Cover (CLC), est marquée par l'importance des territoires agricoles (93,7 % en 2018), en diminution par rapport à 1990 (95 %). 
La répartition détaillée en 2018 est la suivante : prairies (41,5 %), terres arables (34,9 %), zones agricoles hétérogènes (17,4 %), zones urbanisées (5,7 %), eaux continentales (0,6 %). 
L'évolution de l’occupation des sols de la commune et de ses infrastructures peut être observée sur les différentes représentations cartographiques du territoire : la carte de Cassini (XVIIIe siècle), la carte d'état-major (1820-1866) et les cartes ou photos aériennes de l'IGN pour la période actuelle (1950 à aujourd'hui).

### Habitat et logement
En 2022, le nombre total de logements dans la commune était de 1 472, alors qu'il était de 1 468 en 2016 et de 1 480 en 2011. 
Parmi ces logements, 78,1 % étaient des résidences principales, 8 % des résidences secondaires et 13,9 % des logements vacants. Ces logements étaient pour 95 % d'entre eux des maisons individuelles et pour 5 % des appartements. 
Le tableau ci-dessous présente la typologie des logements à Ambrières-les-Vallées en 2022 en comparaison avec celle de la Mayenne et de la France entière. Une caractéristique marquante du parc de logements est ainsi une proportion de résidences secondaires et logements occasionnels (8 %) supérieure à celle du département (5,3 %) mais inférieure à celle de la France entière (9,7 %). 
| Typologie                                               | Ambrières-les-Vallées | Mayenne | France entière |
| ------------------------------------------------------- | --------------------- | ------- | -------------- |
| Résidences principales (en %)                           | 78,1                  | 85,5    | 82,3           |
| Résidences secondaires et logements occasionnels (en %) | 8                     | 5,3     | 9,7            |
| Logements vacants (en %)                                | 13,9                  | 9,2     | 8              |

### Projets d'aménagement
En 2025 est lancé le projet de grande ampleur de réaménagement du centre du bourg structuré par la construction d'un nouvel Ehpad et la création d'un passerelle eccessible aux vélos sur la Varenne, en redonnant de la cohérence du centre urbain autour des commerces, grâce à sa lebellisation « Petites villes de demain »,,.

### Voies de communication et transports
La commune est desservie par la RD 23 qui lui donne accès à Mayenne et à Domfront en Poiraie.

## Toponymie
Attestations anciennes :
- Ambreras (1080)
- de Ambres (1201)
- de Ambreriis (1024)
- Ambreres (1241)

Selon Lucien Beszard, se prononce « anbrer ».
Dans le premier élément du nom, on peut reconnaître le radical de l'hydronyme gaulois ambra, dérivé d'une racine indo-européenne signifiant « eau », « humidité », interprétation justifiée, comme l'écrit l'abbé Angot : « La situation du bourg, entre les deux rivières de la Mayenne et de la Varenne, et si près de leur jonction, donne l'explication étymologique de ce nom ».
Son nom est Ambrières jusqu'en 1910, puis devient Ambrières-le-Grand pour réduire les confusions postales avec la commune homonyme du département de la Marne. En 1972, la commune fusionne avec Cigné et La Haie-Traversaine et prend alors le nom d'Ambrières-les-Vallées. La Haie-Traversaine redevient commune en 1986.

## Histoire

### Moyen Âge
L'histoire de la localité commence vers 1049. À cette époque, Guillaume le Conquérant vient de prendre Lassay. Pour répondre aux attaques d'Henri Ier, roi de France et de Geoffroy Martel, comte d'Anjou et décide de bâtir une forteresse, sur le territoire du baron de Mayenne qui prenait parti pour son adversaire. 
L'actuel hôtel de ville est élevé sur l'emplacement de cette place forte (1049-1066) assise sur un rocher escarpé et inaccessible du côté de la Varenne et bénéficiant du retranchement naturel de deux vallées et de leurs cours d'eau. Ce château est à l'origine de la ville qui se trouvait à la frontière du Maine et en avant-poste de la Normandie. 
En 1199 les barons du Maine n’acceptent pas la succession de Jean sans Terre aux possessions angevines de Richard Cœur de Lion. Grâce à l’intervention du jeune Arthur de Bretagne (et avec l’appui de Philippe II Auguste et de Guillaume des Roches) Juhel III de Mayenne reçoit, donc, le château. 
Les guerres féodales finies, les habitants s'installent  près de l'église, sur l'autre rive de la Varenne et c'est là qu'Ambrières prend réellement son extension.

### Temps modernes
Vers la fin du XVIIe siècle, Ambrières est toujours une ville murée ; les vestiges des remparts limitent encore, face à la rivière, la place du château. Le 26 juillet 1698, Anne Leclerc, qui était veuve de Pierre Drouet, juge général de la baronnie d'Ambrières lègue « tous ses meubles, tous ses acquêts, et la tierce partie de ses propres pour la fondation d'un hôpital où il y aura des personnes qui instruiront les jeunes enfants ».

### Révolution française et Empire
Pendant la tourmente révolutionnaire, Ambrières est souvent le théâtre d'opérations menées par Louis de Frotté. Ce dernier,  à la tête d'une armée qui a compté jusqu'à 4 000 hommes recrutés pour la plupart dans la région, étendait son action jusqu'à Domfront, Juvigny-sous-Andaine, Pré-en-Pail, Villaines-la-Juhel, Gorron et Mayenne. 
Sanctionnés par des mesures cruelles, les Chouans se rebellent. Le 9 mars 1799, à 21 heures, « quinze à dix-huit hommes pénètrent dans la ville, massacrant le corps de garde, saisissent le commandant de la garde nationale, tuent sous ses yeux ceux dont ils avaient décrété la mort et l'égorgent le dernier ». 
On emmène les familles suspectes en prison à Laval ou à Rochefort-sur-Loire et les administrateurs du canton n'osent plus exercer leurs fonctions. Maîtres de la ville de juillet 1799 à février 1800, les Chouans de Frotté se font payer les fermages des biens nationaux sans oublier d'opérer des réquisitions et d'exiger une rançon de 300 francs de toutes les familles qui ont un fils enrôlé dans la garde mobile. 
En 1799, la division royaliste d'Ambrières est sous les ordres du baron Armand-Joseph de Commarque, chef d'état-major dans l'armée de Frotté ; on le fusille avec son chef à Verneuil.[citation nécessaire]

### Époque contemporaine
Le 13 février 1866, la localité subit les assauts d'une épidémie de choléra qui fait dix-neuf victimes en quelques jours. Soignés par les sœurs d'Évron, les malades reçoivent la visite de Mgr Wicart et du préfet de la Mayenne. Le fléau se termina, avec une procession en l'honneur de saint Roch, le 28 février 1866.[citation nécessaire]
De nombreuses maisons rue des Moulins, route de Gorron, routes de Oisseau et de Domfront sont détruits par les bombardements du 14 juin 1944, lors de la bataille de Normandie, après le Débarquement des Alliés. Le pont sur la Varenne est détruit par les Allemands le 5 août pour retarder l’avancée des Américains et l’église est incendiée par un obus américain pour déloger un tireur embusqué allemand.
En 1972, la commune fusionne avec Cigné et La Haie-Traversaine. La Haie-Traversaine redevient commune en 1986, puis, en 2014, la fusion-association entre Ambrières et Cigné devient une fusion simple, renforçant leur intégration,,,.
| Carte de l'ancienne Ambrières-le-Grand, de l'ancienne Cigné et de La Haie-Traversaine. |

## Politique et administration

### Rattachements administratifs et électoraux

#### Rattachements administratifs
La commune se trouve dans l'arrondissement de Mayenne du département de la Mayenne.
Elle était depuis 1793 le chef-lieu du canton d'Ambrières-les-Vallées. Dans le cadre du redécoupage cantonal de 2014 en France, cette circonscription administrative territoriale a disparu, et le canton n'est plus qu'une circonscription électorale.

#### Rattachements électoraux
Pour les élections départementales, la commune fait partie depuis 2014 du canton de Gorron.
Pour l'élection des députés, elle fait partie de la troisième circonscription de la Mayenne.

### Intercommunalité
Ambrières-les-Vallées est membre de la communauté de communes du Bocage Mayennais, un établissement public de coopération intercommunale (EPCI) à fiscalité propre créé en 1993 et auquel la commune a transféré un certain nombre de ses compétences, dans les conditions déterminées par le code général des collectivités territoriales.

### Tendances politiques et résultats
Au premier tour des  élections municipales de 2014 dans la Mayenne, la liste DVD menée par Guy Menard  obtient la majorité absolue des suffrages exprimés, avec 745 voix (51,13 %, 18 conseillers municipaux élus dont 4 communautaires), devançant de 33 voix celle, également DVD, menée par Laurent Tronchot, qui a recueilli 712 voix (48,86 %, 5 conseillers municipaux élus dont 1 communautaire).
Lors de ce scrutin, 28,17 % des électeutrs se sont abstenus. 
Lors des élections municipales de 2020 dans la Mayenne, la liste UDI menée par le maire sortant Guy Ménard est la seule candidate et obtient la totalité des 569 suffrages exprimés. Elle est donc élue en totalité et 6 de ses membres sont également consiellers communautaires.
Lors de ce scrutin marqué par la pandémie de Covid-19 en France, 68,09 % des électeurs se sont abstenus et 14,79 % des votants ont choisis un bulletin blanc ou nul. .

### Liste des maires
| Période        | Période                   | Identité                     | Étiquette    | Qualité |
| -------------- | ------------------------- | ---------------------------- | ------------ | --- |
| 1790           | 1792                      | Michel-René Guesdon          |              | ancien avocat au siège de la baronnie |
| novembre       | 1800                      | François-Jean Boutros        |              | élu le 14 novembre 1792 |
| juin 1800      | 1807                      | Léon Lepescheux              |              | |
| 1807           | 1813                      | François-Jean Boutros        |              | maire pour la seconde fois |
| mai 1813       |                           | Pierre-Charles-René Cheux    |              | fils du précédent |
| septembre 1815 | 1817                      | René Renault                 |              | propriétaire |
| mars 1817      | 1830                      | François Louis Briant        |              | |
| 1830           | 1832                      | Julien Michel                |              | |
| septembre 1832 | 1837                      | Nicolas Morice               |              | docteur en médecine |
| novembre 1837  | 1845                      | François Louis Lottin        |              | |
| septembre 1845 | 1870                      | Zacharie Morice              |              | Propriétaire Conseiller général d'Ambrières-les-Vallées (1848 → 1869)                                                                      |
| 1870           | 1878                      | Auguste Griois               |              | |
| 1878           | 1884                      | Théodore Renault             |              | |
| 1884           | 1895                      | Guillaume-Louis Koch-Foccart |              | Propriétaire du château du Tertre Conseiller d'arrondissement d'Ambrières-les-Vallées (1898 → 1910)                                        |
| 1895           | 1919                      | Émile Martin                 | Républicain  | Conseiller général d'Ambrières-les-Vallées (1895 → 1913)                                                                                   |
| 1919           | 1932                      | Jules Lebrun                 | Républicain  | Médecin Conseiller général d'Ambrières-les-Vallées (1910 → 1913) Conseiller général d'Ambrières-les-Vallées (1913 → 1931)                  |
| 1932           | 1938                      | Céleste Fourre               |              | |
| 1939           | 1945                      | Jules Cheuvrier              |              | |
| 1945           | 1959                      | Yves Branchereau             | MRP          | Pharmacien Conseiller général d'Ambrières-les-Vallées (1945 → 1949) Mort en fonction                                                       |
| 1959           | 1971                      | René Tézé,                   | DVD          | Distillateur Conseiller général d'Ambrières-les-Vallées (1959 → 1973)                                                                      |
| 1971           | 1995                      | Victor Jousset               | DVD          | Géomètre-expert Conseiller général d'Ambrières-les-Vallées (1973 → 1992)                                                                   |
| juin 1995      | mars 2014                 | Dominique Collet             | DVD puis UDI | Agent d'assurance Conseiller général d'Ambrières-les-Vallées (2004 → 2011) Président de la CC du Bocage Mayennais (2006 → 2014)            |
| mars 2014      | En cours (au 31 mai 2025) | Guy Ménard                   | DVD          | Directeur d'établissement de formation professionnelle Vice-président de la CC du Bocage Mayennais (2008→ ) Réélu pour le mandat 2020-2026 |

### Instances de démocratie participative
Un conseil municipal des jeunes est mis en place en 2023.

## Équipements et services publics
La commune dispose notamment d'un marché forain, d'une salle polyvalente de deux bornes de recharge des voitures électriques, dont une à grande puissance et d'un camping municipal au parc de Vaux.

### Eau et déchets
Le captage d'eau du site des Landes, d'une capacité de 1 000 m³/jour avec des pointes possibles jusqu’à 1 500 m³ est creusé en 2023 par le SIAEP de Colmont, Mayenne, Varenne, permettant de réduire d'autant les prélèvements des eaux de surface de la Mayenne à Saint-Fraimbault-de-Prières ou la Colmont à Gorron

### Enseignement
La commune dispose d'une école publique de 12 classes accueillant à la renytrée 2024-2025 270 élèves et dotée d'une cantine.
Les élèves poursuivent habutuellement leur scolarité au collège Léo Ferré.

### Postes et télécommunications
En 2023, la Poste de dote de nouveaux locaux conçus par l’architecte Tristan Brisard et cosntituant une place forme courrier, permettant de préserver la fonction courrier sur la communauté de communes du Bocage Mayennais et de desservir les clients de la Poste sur 15 km autour d’Ambrières et le guichet est transféré en mairie,.

## Population et société
Le gentilé est Amboriverain.

### Démographie
L'évolution du nombre d'habitants est connue à travers les recensements de la population effectués dans la commune depuis 1793. Pour les communes de moins de 10 000 habitants, une enquête de recensement portant sur toute la population est réalisée tous les cinq ans, les populations de référence des années intermédiaires étant quant à elles estimées par interpolation ou extrapolation. Pour la commune, le premier recensement exhaustif entrant dans le cadre du nouveau dispositif a été réalisé en 2004.

En 2022, la commune comptait 2 603 habitants, en évolution de −7,43 % par rapport à 2016 (Mayenne : −0,73 %, France hors Mayotte : +2,11 %).
| 1793  | 1800  | 1806  | 1821  | 1831  | 1836  | 1841  | 1846  | 1851  |
| ----- | ----- | ----- | ----- | ----- | ----- | ----- | ----- | ----- |
| 2 961 | 2 241 | 2 289 | 2 519 | 2 399 | 2 434 | 2 453 | 2 493 | 2 599 |

| 1856  | 1861  | 1866  | 1872  | 1876  | 1881  | 1886  | 1891  | 1896  |
| ----- | ----- | ----- | ----- | ----- | ----- | ----- | ----- | ----- |
| 2 605 | 2 720 | 2 615 | 2 580 | 2 665 | 2 615 | 2 503 | 2 480 | 2 398 |

| 1901  | 1906  | 1911  | 1921  | 1926  | 1931  | 1936  | 1946  | 1954  |
| ----- | ----- | ----- | ----- | ----- | ----- | ----- | ----- | ----- |
| 2 395 | 2 395 | 2 250 | 2 008 | 1 944 | 1 947 | 1 872 | 1 797 | 1 631 |

| 1962  | 1968  | 1975  | 1982  | 1990  | 1999  | 2004  | 2006  | 2009  |
| ----- | ----- | ----- | ----- | ----- | ----- | ----- | ----- | ----- |
| 1 610 | 1 812 | 2 561 | 2 679 | 2 841 | 2 903 | 2 801 | 2 775 | 2 778 |

| 2014  | 2019  | 2022  | - | - | - | - | - | - |
| ----- | ----- | ----- | - | - | - | - | - | - |
| 2 768 | 2 639 | 2 603 | - | - | - | - | - | - |

### Manifestations culturelles et festivités
La commune d'Ambrières-les-Vallées propose de nombreuses manifestations culturelles notamment par le biais de l'association Au Cœur d'Ambrières, l'association des artisans, commerçants et industriels d'Ambrières-les-Vallées[réf. nécessaire].

### Sports et loisirs
La piscine d'été intercommunale de Vaux, comprenant une pataugeoire pour les enfants, un grand bassin de 25 mètres et un petit bassin avec toboggan, se trouve à Ambrières.
Les footbaleurs sont regroupés au sein du club de football Ambrières Cigné. 
Un centre équestre créé en 2000, labellisé « Ecole Française d’Equitation FFR » est implanté à Ambrières-les-Vallées.

## Économie
- Maine plastiques, transformation de matières plastiques, clôtures et portails pvc et aluminium, 145 emplois[54].
- Ovoteam (groupe Avril), ovoproduits pour l'industrie alimentaire, 81 emplois[54].
- Mayen'Voyages, transports réguliers de voyageurs, 68 emplois[54].
- Corlet roto, imprimerie, 54 emplois[54].
- Sumca, mécanique de haute précision, 49 emplois[54].

## Culture locale et patrimoine

### Lieux et monuments

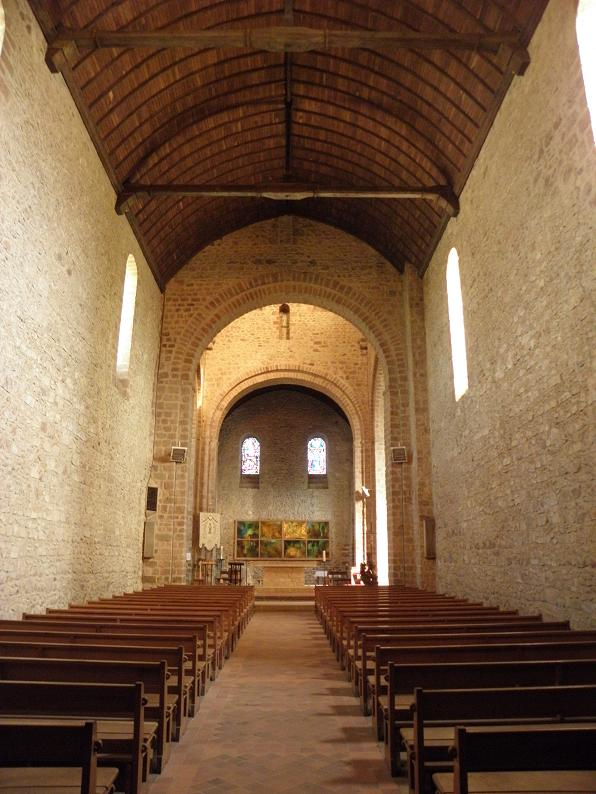
L'église Notre-Dame.

La commune abrite deux monuments historiques :
- L'église Notre-Dame, inscrite par arrêté du 6 octobre 1953[55],[56] ;
- Le moulin de Champs, inscrit par arrêté du 2 novembre 1995[57].

On peut également signaler : :
- Château d'Ambrières ; fondé vers 1051-1052 par Guillaume le Bâtard, le futur Conquérant qui y établit une garnison, prélude à la conquête du Maine qui interviendra quelques années plus tard : donjon carré flanqué de contreforts[58]. 
L'actuelle mairie occupe une maison construite de 1914 à 1923 sur les vestiges du château pour l’ingénieur Jean Sillard par l'architecte sarthois Joseph Durant et dont les proportions et le décor en mosaïque sont fortement influencés par le style Art déco[25] ;
- Au sud-ouest, ruines du château de Châteauneuf : donjon carré, flanqué de contreforts ;
- Château du Tertre, dessiné par Eugène Viollet-le-Duc ;
- Château de Louiseval ;
- Musée des Tisserands, inauguré en 1988 ;
- Château de la Cour ;
- Église Saint-Martin de Cigné, en mauvais état et qui n'accueille plus que que 4 ou 5 messes par an[56],[59].
- Monument aux morts

- Parc de loisirs de Vaux[60].
- Nombreux circuits de randonnées (pédestre, équestre)

### Personnalités liées à la commune
- Athanase Auger (1734-1792), écrivain, curé d'Ambrières en 1766 ;
- Robert Julien Billard de Veaux (1773-1846), commanda la division chouanne d'Ambrières ;
- Louis Tanquerel des Planches (1810-1862), médecin et agronome, y est né ;
- Jacques Foccart (1913-1997), homme politique, y est né ;
- Yves Durand (né en 1946 à Ambrières), homme politique socialiste ;

## Héraldique
| Blason de Ambrières-les-Vallées | Blason  | D'argent au sautoir de gueules engrêlé de sable. |
| Blason de Ambrières-les-Vallées | Détails | Le statut officiel du blason reste à déterminer. |

## Pour approfondir